# Коростелево (Бокситогорский район)
Коростелево — деревня в Ефимовском городском поселении Бокситогорского района Ленинградской области.

## История
КОРОСТЕЛЕВО — деревня Труфановского общества, прихода села Озерева.

Крестьянских дворов — 8. Строений — 23, в том числе жилых — 11. 

Число жителей по семейным спискам 1879 г.: 20 м. п., 18 ж. п.; по приходским сведениям 1879 г.: 22 м. п., 18 ж. п.

В конце XIX — начале XX века деревня административно относилась к Тарантаевской волости 5-го земского участка 3-го стана Тихвинского уезда Новгородской губернии.

КОРОСТЕЛЕВО — деревня Труфановского общества, число дворов — 19, число домов — 16, число жителей: 22 м. п., 25 ж. п.; Занятия жителей: земледелие, лесные заработки. Озеро. Часовня. (1910 год)

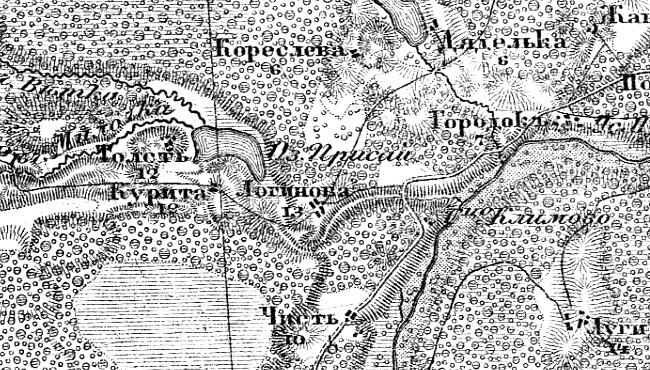
Деревня Коростелево на карте 1912 года

Согласно военно-топографической карте Новгородской губернии издания 1912 года, деревня называлась Кореселева и насчитывала 6 крестьянских дворов.
По данным 1933 года деревня Коростелево входила в состав Логиновского карельского национального сельсовета Ефимовского района.
По данным 1966 и 1973 годов деревня Коростелево входила в состав Озеревского сельсовета Бокситогорского района.
По данным 1990 года деревня Коростелево входила в состав Климовского сельсовета.
В 1997 году в деревне Коростелево Климовской волости проживали 6 человек, в 2002 году — 9 человек (русские — 89 %).
В 2007 году в деревне Коростелево Климовского СП проживали 5 человек, в 2010 году — 8.
В мае 2019 года Климовское сельское поселение вошло в состав Ефимовского городского поселения.

## География
Деревня расположена в южной части района близ автодороги 41К-030 (Красная Речка — Турандино).
Расстояние до деревни Климово — 3 км.
Расстояние до ближайшей железнодорожной станции Ефимовская — 46 км. 
Деревня находится близ западного берега Дятелского озера.

## Инфраструктура
На 1 января 2013 года в деревне числилось 4 домохозяйства.